# Marilyn Vance
Marilyn Vance (* 20. Jahrhundert) ist eine US-amerikanische Kostümdesignerin und Filmemacherin, die für einen Oscar nominiert wurde.

## Leben
Vance startete ihre Karriere in den 1980er-Jahren mit der Fernsehserie The Misadventures of Sheriff Lobo, einer Comedyserie. Während ihrer Zeit beim Fernsehen begann sie damit Kostüme für Filme zu kreieren, wie beispielsweise für die Teenager-Filme Ich glaub’, ich steh’ im Wald (1982), Der Frühstücksclub (1985), Ferris macht blau (1986), den Kriminalfilm The Untouchables – Die Unbestechlichen (1987) und die Liebeskomödie Pretty Woman (1990) und konnte sich insoweit einen Namen machen.
1988 wurde sie für einen Oscar nominiert in der Kategorie „Bestes Kostümdesign“ für das kriminalistische Filmdrama The Untouchables – Die Unbestechlichen (The Untouchables) mit Kevin Costner und Sean Connery in den Hauptrollen. Der Oscar ging jedoch an James Acheson und den Monumentalfilm Der letzte Kaiser (The Last Emperor). Vance wurde mit dem Film außerdem für einen BAFTA Award nominiert, ebenso wie 1990 mit Pretty Woman. Für ihre Arbeit in dem Science-Fiction-Abenteuer Rocketeer gewann Vance 1992 einen Saturn Award, 2000 wurde sie für ihre Kostüme in der Comicverfilmung Mystery Men nominiert.
Vance machte sich aber nicht nur als Kostümbildnerin einen Namen, sondern produzierte auch Filme. Ihre erste Produktion war Pentagramm – Die Macht des Bösen (1990), es folgten Judgment Night – Zum Töten verurteilt (1993), Getaway (1994) und Timecop (1994).
Vance, geborene Marilyn Kaye, war mit Kenny Vance, Gründungsmitglied der Gesangsgruppe Jay & the Americans, verheiratet. Das Paar hat die Söhne Ladd Vance, inzwischen Filmproduzent, und Gregg Vance, inzwischen Schauspieler, Produzent und Autor. Vance, die als Kostümdesignerin in Hollywood arbeitet, führte die Namen Marilyn Straker, Marilyn Vance-Straker, Marilyn Kay Vance und eben Marilyn Vance.

## Filmografie (Auswahl)
als Kostümdesignerin
- 1980: Sheriff Lobo (The Misadventures of Sheriff Lobo)
- 1982: Ich glaub’, ich steh’ im Wald (Fast Times at Ridgemont High)
- 1982: Nur 48 Stunden (48 Hrs.)
- 1984: Auf der Jagd nach dem grünen Diamanten (Romancing the Stone)
- 1985: Der Frühstücksclub (The Breakfast Club)
- 1986: Pretty in Pink
- 1986: Ferris macht blau (Ferris Bueller’s Day Off)
- 1987: The Untouchables – Die Unbestechlichen (The Untouchables)
- 1987: Schmeiß’ die Mama aus dem Zug! (Throw Momma from the Train)
- 1988: Stirb langsam (Die Hard)
- 1989: Allein mit Onkel Buck (Uncle Buck)
- 1990: Pretty Woman
- 1990: Stirb langsam 2 (Die Hard 2: Die Harder)
- 1991: Hudson Hawk – Der Meisterdieb (Hudson Hawk)
- 1991: Rocketeer (The Rocketeer)
- 1992: Die Herbstzeitlosen (Used People)
- 1993: Sommersby
- 1999: Mystery Men
- 2008: Männer sind Schweine (My Best Friend’s Girl)

als Produzentin
- 1990: Pentagramm – Die Macht des Bösen (The First Power)
- 1993: Judgment Night – Zum Töten verurteilt (Judgement Night)
- 1994: Getaway (The Getaway)
- 1994: Timecop
- 1994: Erotic Confessions (Fernsehserie)
- 1995: Nosferatu – Vampirische Leidenschaft (Embrace of the Vampire)
- 1996–2000 Pacific Blue – Die Strandpolizei (Fernsehserie, 101 Folgen)
- 2008: Unknown Sender (Fernsehserie, 6 Folgen)

## Auszeichnungen (Auswahl)
- 1988: Oscarnominierung für The Untouchables – Die Unbestechlichen
- 1988: Nominierung für den BAFTA Award mit The Untouchables – Die Unbestechlichen
- 1991: Nominierung für den BAFTA Award mit Pretty Woman
- 1992: Gewinner des Saturn Award mit Rocketeer
- 2000: Nominierung für den Saturn Award mit Mystery Men
- 2009: Gewinner des Costume Designers Guild Awards auf dem Gebiet Film
- 2014: Nominierung für den Costume Designers Guild Awards mit Bonnie and Clyde
- 2014: Nominierung für den OFTA Television Award in der Serie Lizzie Borden Took an Ax